# لایشتنوالد
لایشتنوالد (به آلمانی: Lichtenwald) یک شهر در آلمان است که در ااسلینگن واقع شده‌است. لایشتنوالد ۲٬۵۰۱ نفر جمعیت دارد.